# Католичка црква Свете Магдалене у Беодри - Ново Милошево
Католичка црква Свете Магдалене подигнута је 1838–1841. године. Ктитори су били Ласло и Лајош Карачоњи, беодрански властелини. Kасније су обојица сахрањена у породичној гробници, у крипти цркве. Црква је једна од највећих у околини.
Црква је импозантних размера, и за разлику од осталих цркава у околини, има два торња. Поједине црте цркве указују на то, да се њеног пројектовања прихватио архитекта, који је деловао и другде у Банату.
Пажњу заслужује и унутрашњост цркве. Њен главни брод се састоји од реда чешких капа које прекривају и олтар. Свод у облику чешке капе (бачвасти свод) традиционално је био омиљена форма за покривање простора у барокној архитектури. Међутим, у доба позног класицизма цркве сличне величине су грађене са полуобличастим или куполастим сводом. Дакле, цркву је пројектовао архитекта који је радо примењивао начин засвођавања који је у време градње цркве већ сматран застарелим, али у чијој је примени изгледа био веома искусан. С овим у вези ваља се присетити неколико приземних дворана у дворцу Ласла Kарачоњија, које су такође засвођене чешком капом великог размера. Поменуте чињенице можда потврђују претпоставку о неком  локалном пројектанту. Истовремено, у вези са ентеријером цркве у Беодри важно је истаћи присуство појединих класицистичких елемената, као што су слободно стојећи јонски стубови који носе лукове свода или касетирана полусферична купола олтара, које је непознати пројектант успешно укомпоновао у конзервативнији систем уређења простора.

## Галерија
- Брод ка олтару
- Поглед на олтар са галерије
- Олтар
- Брод цркве
- Брод ка галерији
- Оргуље
- Крипта породице Карачоњи
- Олтарска слика